# Jordan Krestanovich
Jordan Krestanovich, född 14 juni 1981 i Langley, är en kanadensisk före detta professionell ishockeyspelare som även varit spelande huvudtränare för Braehead Clan i Elite Ice Hockey League.
Krestanovich föddes i Langley, British Columbia. Han spelade juniorhockey i Calgary Hitmen i WHL och draftades av Colorado Avalanche i femte rundan som 152:e spelaren totalt 1999. Han inledde sin professionella hockeykarriär i Hershey Bears i AHL säsongen 2001/2002. Han spelade sammanlagt 22 NHL-matcher för Colorado Avalanche innan han 2004 blev bortbytt till Minnesota Wild med blev utan att ha fått spela en enda match nedflyttad till farmarlaget Houston Aeros.
Säsongen 2005/2006 spelade han bland annat 18 matcher för Mora IK i SHL.